# لو مان (فیلم)
«لو مان» (انگلیسی: Le Mans (film)) فیلمی در ژانر اکشن است که در سال ۱۹۷۱ منتشر شد. از بازیگران آن می‌توان به استیو مک‌کوئین و جاناتان ویلیامز اشاره کرد.